# Wer war der Vater?
Wer war der Vater? ist ein US-amerikanisches Stummfilmdrama aus dem Jahr 1924 von Victor Sjöström mit Mae Busch und Conrad Nagel in den Hauptrollen. Sjöströms Regiedebüt in den USA wurde von der Goldwyn Picture Corporation produziert und basiert auf dem Roman The Master of Man; the Story of a Sin von Hall Caine.

## Handlung
Victor Stowell, Sohn des Deemsters der Isle of Man, ist mit Fenella Stanley, der Tochter des Gouverneurs, verlobt. Er geht ein Verhältnis mit der Einheimischen Bessie Collister ein, die von ihrem Stiefvater Dan Collister verstoßen wurde. Victor wird nach dem  Tod seines Vaters selber zum Deemster und muss Bessie wegen der Tötung ihres unehelichen Kindes vor Gericht stellen. Als Bessie sich weigert, den Namen des Vaters des Babys zu nennen, vermuten Fenella und Alick Gell, der Bessie liebt, dass es Victor ist. Bessie wird zum Tode verurteilt, aber Victor hilft ihr bei der Flucht vor dem wütenden Mob, der den Namen des Vaters wissen will. Unter dem Druck von Fenella und Bessie gesteht Victor den Kindsmord und wird vom Mob gesteinigt. 

## Hintergrund
Im Juni 1923 wurde bekannt gegeben, dass der schwedische Regisseur Victor Sjöström, der seinen ersten Film für Goldwyn mit dem Titel „Masters of Men“ (zu der Zeit der Arbeitstitel des Films) drehte, mit „etwa fünfundzwanzig Mitgliedern seiner Besetzung und seinem Personal“ in San Francisco angekommen sei. Sie sollten „eine Woche oder zehn Tage lang in Half Moon Bay und vor Ort in der Nähe von Burlingame und San Mateo arbeiten“.
In einem Folgeartikel vom 16. Juni 1923 wurde ausgeführt, dass Sjöström und seine Crew am oder um den 9. Juni in San Francisco eintreffen würden, wo sie vorhatten, „einige englische Country-Szenen in den Gassen der wunderschönen Anwesen von Burlingame und San Mateo zu drehen.“ Am 23. Juni 1923 wurde hinzugefügt, dass immer noch Aufnahmen in der Nähe von Burlingame und in Twin Lakes durchgeführt werden. Am 30. Juni 1923 hieß es, dass Seastrom die Dreharbeiten beendet hatte und nach Los Angeles zurückgekehrt war. Mehrere Mitglieder der Besetzung und der Crew litten an verschiedenen Beschwerden, darunter Bronchitis (Patsy Ruth Miller) und einem verstauchten Knöchel (Kameramann Charles Von Enger, der bei Half Moon Bay auf den Felsen ausgerutscht war).
Am 1. September 1923 wurde berichtet, dass „der Wechsel des Hauptdarstellers von Joseph Schildkraut (der ursprünglich die Rolle des Victors spielte) zu Conrad Nagel die Neuaufnahme eines Teils des Films, der hier (in San Francisco) aufgenommen worden war, erforderlich machte. Von der Crew waren nur Conrad Nagel, Creighton Hale und Patsy Ruth Miller mit vierzehn Mitarbeitern hier.“ Aufgrund des guten Wetters waren die Dreharbeiten innerhalb von drei Tagen abgeschlossen.
Cedric Gibbons oblag die künstlerische Leitung. Albert Lewin übernahm die Drehbuchaufsicht (Script Supervising).

## Veröffentlichung
Die Premiere des Films fand am 27. Januar 1924 statt. Im Deutschen Reich kam er im Juli 1924 in die Kinos.

## Kritiken
Die Variety lobte die packende Geschichte, die Regisseur Sjöström makellos umgesetzt habe. Die Filmversion des bekannten Romans sei so gut gefertigt, dass sie das Publikum beeindrucken werde.